# Arlene Brosas
Arlene Brosas, née le 30 octobre 1976, est une enseignante, militante des droits de l'enfant et femme politique philippine. Membre du Gabriela Women's Party, elle est députée à la Chambre des représentants depuis 2016.

## Biographie

### Origines et études
Arlene Brosas vient d'une famille pauvre. Elle est la troisième enfant d'une fratrie de cinq. Sa mère est issue d'une famille de pêcheurs et son père était paysan.
Elle étudie à l'université des Philippines Diliman puis enseigne ensuite la littérature philippine, les sciences humaines, la science et la technologie à l'université des Philippines Baguio (en) et à l'université des Philippines Manille (en).

### Carrière militante et politique
Arlene Brosas a été porte-parole de l'Anti-Child Pornography Alliance et porte-parole et co-organisatrice de la campagne Save Nena, afin de mettre fin à la prostitution des enfants. Elle a également été directrice exécutive d'Akap sa Bata ng mga Guro Kalinga, une organisation nationale d'enseignants bénévoles, et secrétaire générale de la liste du parti Akap Bata.
Membre du Gabriela Women's Party, elle est élue députée à la Chambre des représentants en 2016, siégeant au sein de la 17e législature. Elle est réélue pour la 18e législature.
Elle milite pour l'adoption de lois pour mettre fin aux live streaming de viols d'enfants et défend la légalisation du divorce et de l'avortement.
Elle est l'une des co-auteurs du projet de loi sur l'égalité SOGIE, qui vise à prévenir la discrimination fondée sur l'orientation sexuelle et l'expression de l'identité de genre.
Elle est également co-auteur du projet de loi anti-endo, qui vise à donner aux travailleurs la sécurité de l'emploi en mettant fin à la pratique de contractualisation du travail dit endo (en).
Elle soutient le renouvellement de la franchise de la société de diffusion ABS-CBN.
En 2020, avec plusieurs autres députés, elle critique l'adoption du projet de loi antiterroriste no 6875.
En 2021, elle s'oppose à la résolution no 2 des deux chambres du Congrès, qui vise à modifier les dispositions économiques de la Constitution de 1987 sur la propriété étrangère des industries clés.
Elle soutient la justice climatique et la protection des droits de l'homme.
Réélue en 2022 pour la 19e législature, Arlene Brosas fait partie des chefs adjoints de la minorité parlementaire.